# Liste der Mitglieder des Senats im 2. Kongress der Vereinigten Staaten
Die Senatoren im 2. Kongress der Vereinigten Staaten wurden zu einem Drittel 1790 und 1791 zu verschiedenen Zeitpunkten neu gewählt. Vor der Verabschiedung des 17. Zusatzartikels 1913 wurde der Senat nicht direkt gewählt, sondern die Senatoren wurden von den Parlamenten der Bundesstaaten bestimmt. Jeder Staat wählt zwei Senatoren, die unterschiedlichen Klassen angehören. Die Amtszeit beträgt sechs Jahre, alle zwei Jahre wird für die Sitze einer der drei Klassen gewählt. Zwei Drittel des Senats bestehen daher aus Senatoren, deren Amtszeit noch andauert.
Die Amtszeit des 2. Kongresses ging vom 4. März 1791 bis zum 3. März 1793, seine erste Tagungsperiode fand vom 1. Oktober 1791 bis zum 8. Mai 1792 in Philadelphia statt, die zweite Periode vom 5. November 1792 bis zum 2. März 1793. Vorher fand bereits am 4. März 1791 eine Sondersitzung statt.
Da es noch keine Parteien gab, werden die Senatoren nach ihrem Abstimmungsverhalten in Unterstützer (Pro-Administration Party, später Föderalistische Partei) und Gegner (Anti-Administration Party, später Demokratisch-Republikanische Partei) der Regierung George Washingtons unterschieden.

## Zusammensetzung und Veränderungen
Im 1. Kongress saßen am Ende seiner Amtszeit 18 Unterstützer und acht Gegner der Regierung. Bei der konstituierenden Sitzung des 2. Kongress war diese Mehrheit auf 17 zu acht gefallen, ein Sitz in Pennsylvania war vakant, da das Parlament keine Mehrheit für einen Kandidaten fand. Die 1791 und 1792 neu in die Union aufgenommenen Staaten Vermont und Kentucky wählten jeweils Regierungsgegner in den Senat, so dass Washingtons Mehrheit auf 17 zu zwölf fiel. Mit der Wahl von Albert Gallatin sank sie weiter auf 17 zu 13. Da Gallatin erst kurz vor Ende der letzten Sitzungsperiode gewählt wurde, wurde er erst im 3. Kongress vereidigt. Da er noch nicht lange genug die amerikanische Staatsbürgerschaft besaß, um als Senator wählbar zu sein, wurde ihm die Mitgliedschaft später aberkannt, er fehlt daher in der offiziellen Liste des Senats.
Richard Bassett aus Delaware wechselte vom Lager der Gegner der Regierung ins Regierungslager, Pierce Butler aus South Carolina ging den umgekehrten Weg. In Connecticut wurde Roger Sherman zum Nachfolger des zurückgetretenen William S. Johnson gewählt, der den Umzug des Kongresses nach Philadelphia nicht mitmachen wollte. Da Sherman wie Johnson die Regierung unterstützte, änderte das nichts an der Mehrheit im Senat, die am Ende des 2. Kongresses wieder bei 17 Unterstützern und 13 Gegnern der Regierung lag.

## Spezielle Funktionen
Nach der Verfassung der Vereinigten Staaten ist der Vizepräsident der Vorsitzende des Senats, ohne ihm selbst anzugehören. Bei Stimmengleichheit gibt seine Stimme den Ausschlag. Während des 2. Kongresses war John Adams Vizepräsident. Im Gegensatz zur heutigen Praxis leitete der Vizepräsident bis ins späte 19. Jahrhundert tatsächlich die Senatssitzungen. Ein Senator wurde zum Präsidenten pro tempore gewählt, der bei Abwesenheit des Vizepräsidenten den Vorsitz übernahm. Vom 18. April bis zum 8. Oktober 1792 war Richard Henry Lee Präsident pro tempore des Senats, vom 5. November bis zum 4. Dezember 1792 sowie vom 1. März bis zum Ende des Kongresses am 3. März 1793 John Langdon, der dies im 3. Kongress bis zum 2. Dezember 1793 blieb.

## Liste der Senatoren
Unter Haltung ist vermerkt, ob ein Senator eher zu den Unterstützern oder den Gegnern der Regierung gezählt wird, unter Staat sind die Listen der Senatoren des jeweiligen Staats verlinkt. Senatoren der Klasse I waren bis zum 3. März 1797 gewählt, die der Klasse II bis zum 3. März 1793 und die der Klasse III bis zum 3. März 1795. Das Datum gibt an, wann der entsprechende Senator in den Senat aufgenommen wurde. Unter Sen. steht die fortlaufende Nummer der Senatoren in chronologischer Ordnung, je niedriger diese ist, umso größer ist in der Regel die Seniorität des Senators. Die Tabelle ist mit den Pfeiltasten sortierbar.
| Senator                | Haltung       | Staat          | Klasse | Datum         | Sen. | Anmerkung                                            |
| ---------------------- | ------------- | -------------- | ------ | ------------- | ---- | ---------------------------------------------------- |
| Oliver Ellsworth       | Unterstützer  | Connecticut    | I      | 4. März 1789  | 05   |                                                      |
| William Samuel Johnson | Unterstützer  | Connecticut    | III    | 4. März 1789  | 12   | trat am 4. März 1791 zurück                          |
| Roger Sherman          | Unterstützer  | Connecticut    | III    | 13. Juni 1791 | 34   | gewählt als Nachfolger von Johnson                   |
| George Read            | Unterstützer  | Delaware       | I      | 4. März 1789  | 18   |                                                      |
| Richard Bassett        | Unterstützera | Delaware       | II     | 4. März 1789  | 01   |                                                      |
| William Few            | Gegner        | Georgia        | II     | 4. März 1789  | 07   |                                                      |
| James Gunn             | Gegner        | Georgia        | III    | 4. März 1789  | 09   |                                                      |
| John Brown             | Gegner        | Kentucky       | II     | 18. Juni 1792 | 36   |                                                      |
| John Edwards           | Gegner        | Kentucky       | III    | 18. Juni 1792 | 37   |                                                      |
| Charles Carroll        | Unterstützer  | Maryland       | I      | 4. März 1789  | 03   | trat am 30. November 1792 zurück                     |
| Richard Potts          | Unterstützer  | Maryland       | I      | 10. Jan. 1793 | 39   | gewählt als Nachfolger von Carroll                   |
| John Henry             | Unterstützer  | Maryland       | III    | 4. März 1789  | 10   |                                                      |
| George Cabot           | Unterstützer  | Massachusetts  | I      | 4. März 1791  | 32   |                                                      |
| Caleb Strong           | Unterstützer  | Massachusetts  | II     | 4. März 1789  | 20   |                                                      |
| Paine Wingate          | Gegner        | New Hampshire  | II     | 4. März 1789  | 21   |                                                      |
| John Langdon           | Unterstützer  | New Hampshire  | III    | 4. März 1789  | 13   | Präsident pro tempore                                |
| John Rutherfurd        | Unterstützer  | New Jersey     | I      | 4. März 1791  | 33   |                                                      |
| Philemon Dickinson     | Unterstützer  | New Jersey     | II     | 23. Nov. 1790 | 29   |                                                      |
| Aaron Burr             | Gegner        | New York       | I      | 4. März 1791  | 31   |                                                      |
| Rufus King             | Unterstützer  | New York       | III    | 16. Juli 1789 | 22   |                                                      |
| Samuel Johnston        | Unterstützer  | North Carolina | II     | 26. Nov. 1789 | 23   |                                                      |
| Benjamin Hawkins       | Unterstützer  | North Carolina | III    | 8. Dez. 1789  | 24   |                                                      |
| Albert Gallatin        | Gegner        | Pennsylvania   | I      | 3. Dez. 1793  | 0b   |                                                      |
| Robert Morris          | Unterstützer  | Pennsylvania   | III    | 4. März 1789  | 16   |                                                      |
| Theodore Foster        | Unterstützer  | Rhode Island   | I      | 12. Juni 1790 | 26   |                                                      |
| Joseph Stanton         | Gegner        | Rhode Island   | II     | 12. Juni 1790 | 27   |                                                      |
| Pierce Butler          | Gegnera       | South Carolina | II     | 4. März 1789  | 02   |                                                      |
| Ralph Izard            | Unterstützer  | South Carolina | III    | 4. März 1789  | 11   |                                                      |
| Moses Robinson         | Gegner        | Vermont        | I      | 17. Okt. 1791 | 35c  |                                                      |
| Stephen R. Bradley     | Gegner        | Vermont        | III    | 17. Okt. 1791 | 30b  |                                                      |
| James Monroe           | Gegner        | Virginia       | I      | 9. Nov. 1790  | 28   |                                                      |
| Richard Henry Lee      | Gegner        | Virginia       | II     | 4. März 1789  | 14   | Präsident pro tempore trat am 8. Oktober 1792 zurück |
| John Taylor            | Gegner        | Virginia       | II     | 18. Okt. 1792 | 38   | gewählt als Nachfolger von Lee                       |

- a) Bassett war ursprünglich Gegner der Regierung, Butler Unterstützer
- b) Gallatins Wahl wurde später für ungültig erklärt, er fehlt daher in der offiziellen Liste des Senats.[5]
- c) Robinson und Beadley wurden beide vor dem offiziellen Beitritt Vermonts in die Union gewählt, konnten aber nicht sofort in den Senat aufgenommen werden, da dieser nicht tagte. Das Parlament wiederholte die Wahl am 17. Oktober, was in den offiziellen Biographien beider als Beginn ihrer Amtszeit gewertet wird.[6][7] In der Liste des Senats wird Bradley mit Amtsantritt am 4. März geführt, Robinson mit dem 17. Oktober, dadurch hat Bradley die größere Seniorität.